# Johann Gotthelf Herzog
Johann Gotthelf Herzog (* 26. September 1738 in Kamenz; † 28. Juni 1787 ebenda) war ein deutscher Arzt.

## Leben
Herzog studierte an der Universität Leipzig und spezialisierte sich auf die medizinischen Wissenschaften. Um zu promovieren, bezog er am 23. Juli 1772 die Universität Wittenberg, wo er unter Georg Rudolf Böhmer mit der Dissertation Natura praestantior arte in re medica et oeconomia (Wittenberg 1772) am 28. Juli den medizinischen Doktorgrad erwarb. Er war als Arzt in seiner Heimatstadt tätig und trat als Autor vor allem auf dem Gebiet der Geburtshilfe hervor.

## Werke
- Moralische Gründe eines Philosophen wieder den Ehestand. Leipzig 1764.
- Unterricht vor Hebammen auf dem Lande. Dresden 1780.
- Etwas zur höheren Hebammenkunst, besonders die künstliche Trennung der Schamknochen betreffend. Dresden 1781.
- Von der pflichtmäßigen Sorgfalt der Eltern für die Leibesbildung ihrer Kinder. Dresden 1782.
- Ein wendisches Hebammenbuch. Bautzen 1782.
- Die Sorgfalt der Eltern bei der Erziehung der Kinder. Dresden 1783.